# Niżnije Chrapuny
Niżnije Chrapuny (ros. Нижние Храпуны) – wieś (ros. деревня, trb. dieriewnia) w zachodniej Rosji, w osiedlu wiejskim Ponizowskoje rejonu rudniańskiego w obwodzie smoleńskim.

## Geografia
Miejscowość położona jest nad Kasplą, 1 km od granicy z Białorusią, 8,5 km od drogi regionalnej 66N-1607 (66N-1605 / Ponizowje – Koszewiczi), 16,5 km od drogi regionalnej 66K-30 (Diemidow – Ponizowje – Zaozierje), 16,5 km od centrum administracyjnego osiedla wiejskiego (sieło Ponizowje), 44,5 km od centrum administracyjnego rejonu (Rudnia), 98 km od Smoleńska.

## Historia
W czasie II wojny światowej od lipca 1941 roku wieś była okupowana przez hitlerowców. Wyzwolenie nastąpiło we wrześniu 1943 roku.

## Demografia
W 2010 r. miejscowości nikt nie zamieszkiwał.